# 深海武範
深海 武範（ふかうみ たけのり）は、日本の画家・現代美術家。
1975年、山梨県生まれ。2001年、東京藝術大学大学院美術研究科修士課程修了。

## 主な賞歴
1999年
- 『第47回東京藝術大学美術学部卒業・修了作品展（東京都美術館）』デザイン賞、平山郁夫奨学金賞

2000年
- 『JACA日本ビジュアルアート展2000』グランプリ
- 『第3回北の大地展ビエンナーレ』大賞

2001年
- 『朝日広告賞 審査委員賞 イラスト賞』

2002年
- 『第18回多摩総合美術展』特賞（立川ルミネ）
- 『熊谷守一大賞展』優秀賞

2005年
- 『IZUBI』優秀賞

2006年
- 『HBファイルコンペ』審査委員賞

2007年
- 『リキテックス・ビエンナーレ』特別賞

2014年
- 『企業コラボアート東京2014』倉本美津留賞

## 主な個展
2001年
- 『時計回りの日』新生堂、東京

2002年
- 『わたしてなるもの』新生堂、東京
- 『時計回りの日』（廃校で個展）校舎の宿・さんさん館・宮城県志津川

2008年
- 「暁子の『あ』」GALLERY HANA SIMOKITAZAWA、東京
- 「暁子の『い』」GALLERY HANA SIMOKITAZAWA、東京
- 『えのすれすれ』ギャラリー金輪、東京

2009年
- 『LEVEL UP』GALLERY HANA SIMOKITAZAWA、東京
- 『Try!Try!Try!』GALLERY HANA SIMOKITAZAWA、東京
- 『With My Eyes Closed』ISE Cultural Foundation、N.Y.

2010年
- 『深海武範 小品展』GALLERY HANA SIMOKITAZAWA、東京

2012年
- 『待合室』MEGUMI OGITA GALLERY、東京

2013年
- 『Day of Judgment』GALLERY HANA SIMOKITAZAWA、東京

2014年
- 『39』GALLERY HANA SIMOKITAZAWA、東京

## 主なグループ展
2008年
- 『e展b展c展』GALLERY HANA SIMOKITAZAWA、東京
- 『EXHIBITION C-DEPOT'08-home-』赤レンガ倉庫1号館、神奈川
- 『ART TAIPEI』台北ワールドトレードセンター

2011年
- 『KIAF 2011」（韓国インターナショナルアートフェア2011）、ソウル

2012年
- 『SOFA CHICAGO 2012』シカゴ
- 『ART SHOW BUSAN 2012』釜山
- 『アトリエ城山 10年後の8月展』ebcアトリエ&カフェたまり、神奈川

2013年
- 『Gallery HANA Selection』GALLERY HANA SIMOKITAZAWA、東京
- 「3人展『エレベーター』」GALLERY HANA SIMOKITAZAWA、東京

2015年
- 「深海 武範 テラシマ サトル 二人展『明るい商店街』」GALLERY HANA SIMOKITAZAWA、東京